# Spis rzeczy ulubionych
Spis rzeczy ulubionych – szósty album studyjny polskiego wokalisty popowego Andrzeja Piasecznego. Wydawnictwo ukazało się 30 marca 2009 roku nakładem wytwórni muzycznej Sony Music Entertainment Poland. Muzykę do tekstów Piasecznego napisał Seweryn Krajewski. Nagrania dotarły do 1. miejsca listy OLiS.
10 czerwca 2009 roku płyta uzyskała status platynowej, a 18 listopada tego samego roku – dwukrotnie platynowej płyty. Album był trzecim bestsellerem 2009 roku, a łącznie przekroczył nakład 80 tys. egzemplarzy. W lipcu 2010 roku pochodząca z płyty kompozycja "Rysowane tobie" została nominowana do nagrody Superjedynki w kategorii "Przebój Roku".

## Lista utworów
1. "Rysowane tobie" (słowa: A. Piaseczny, muzyka: S. Krajewski)
2. "Chodź, przytul, przebacz" (słowa: A. Piaseczny, muzyka: S. Krajewski)
3. "Dotknięte - sprzedane" (słowa: A. Piaseczny, muzyka: S. Krajewski)
4. "Wszystko w jeden dzień" (słowa: A. Piaseczny, muzyka: S. Krajewski)
5. "Chcieć i już" (słowa: A. Piaseczny, muzyka: S. Krajewski)
6. "Gdybym nie zdążył" (słowa: A. Piaseczny, muzyka: S. Krajewski)
7. "Na przekór nowym czasom" (słowa: A. Piaseczny, muzyka: S. Krajewski)
8. "Wolna Twoja wola" (słowa: A. Piaseczny, muzyka: S. Krajewski)
9. "Królestwo pocałunków" (słowa: A. Piaseczny, muzyka: S. Krajewski)
10. "Cichej spokojnej nocy" (słowa: A. Piaseczny, muzyka: S. Krajewski)
11. "Na przekór nowym czasom" (full version) (słowa: A. Piaseczny, muzyka: S. Krajewski)